# 埃爾布舍河
51°24′9″N 7°20′55″E / 51.40250°N 7.34861°E

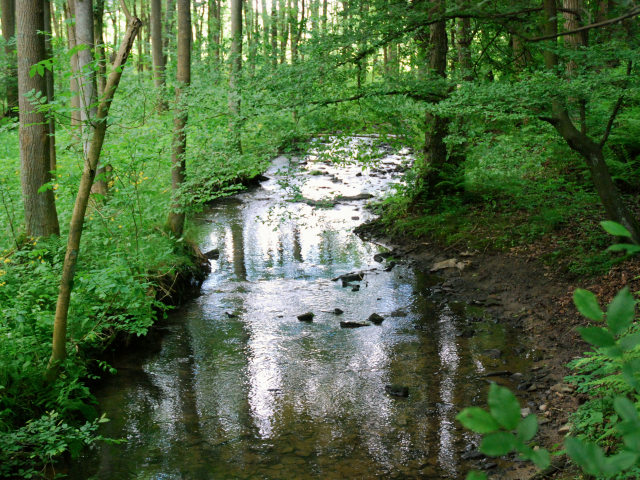

埃爾布舍河（德語：Elbsche），是德國的河流，位於該國西部，流經北萊茵-威斯特法倫州，屬於魯爾河的左支流，河道全長7.9公里，流域面積17.8平方公里。